# Metastelma stenomeres
Metastelma stenomeres là một loài thực vật có hoa trong họ La bố ma. Loài này được (Standl. & Steyerm.) W.D. Stevens mô tả khoa học đầu tiên năm 1988.